# La ragazza del circo
La ragazza del circo (La muchacha del circo) è una miniserie televisiva venezuelana in 12 puntate realizzata nel 1988 e trasmessa in Italia da Rete 4 nel 1989. Sempre in Venezuela nel 1991 è stato prodotto un remake della serie dal titolo Kassandra con Coraima Torres e Osvaldo Rios.

## Trama
Raiza è una bella ragazza che lavora in un circo. Non sa però che è in realtà la figlia di Adelina, appartenente ad una ricca famiglia di proprietari terrieri, morta nel darla alla luce. A causa anche della morte del padre in un incidente, la bambina era stata ceduta dalla malvagia nonna al circo, che da quel momento era diventato tutta la sua vita.
Il destino però dopo tanti anni la farà incontrare la sua famiglia d'origine, dove dopo tante avventure troverà l'amore.

## Edizione italiana
L'edizione italiana, a cura di Raffaele Cirioni è stata doppiata presso la C.D.C. sotto la direzione di Anna Rita Pasanisi. La colonna sonora dell'edizione italiana è di Davide Masarati.